# 街亭之戰
街亭之戰是三國時期诸葛亮北伐的一場戰事，也是第一次北伐中的一場決定性戰事。魏太和二年（228年），諸葛亮派馬謖領諸軍在重要陣地街亭（位於今日甘肅省天水市秦安县陇城镇）抵抗曹魏將領張郃，但被擊敗，蜀漢撤退，結束第一次北伐。

## 背景
魏太和二年（228年，蜀漢建興六年），諸葛亮率軍攻打曹魏，聲稱由斜谷道攻取郿縣，並派趙雲、鄧芝為疑軍，據箕谷，此軍勢引魏明帝曹叡令大將軍曹真前去防守郿縣抵禦趙雲等之攻擊；諸葛亮則親率諸軍進攻祁山，發動第一次北伐。諸葛亮北伐令天水、南安及安定三郡叛魏響應，關中震動，震驚曹魏，魏明帝更親身到長安督戰，並派張郃抗擊進攻祁山的諸葛亮。位於天水、南安及安定之間且東面關中的街亭即是相當重要的戰略要地。

## 經過
諸葛亮攻祁山時，眾人都建議用宿將魏延、吳懿等人任主将，但諸葛亮並未採用，而是任命自己的參軍馬謖領導諸軍。後諸葛亮下令馬謖防守街亭，以抵禦曹魏將領張郃的進攻，但馬謖違反諸葛亮的節度，舉措煩擾，更捨棄水源選擇登上南山據守，而非佔據山下的陣地；禆將軍王平曾多番規勸，但馬謖都不採納。不久張郃抵達後包圍山區，又斷絕了山上馬謖軍的水源，並使用火箭大舉進擊大破馬謖軍，士卒四散，潰不成軍。此時，王平命自己所領的千人鳴鼓自守，張郃懷疑有伏兵，不敢進逼，王平得以有時間收拾殘軍，並率領敗軍撤回。
曹魏的祁山守将高刚在诸葛亮的攻打下原本已有投降之意，但馬謖失守街亭後，諸葛亮失去重要據點，就此進退無據而無法再戰，於是遷西縣一千多戶撤到漢中，亦沒能取得祁山。事後，馬謖與將領李盛、張休等人被處死，黃襲被奪兵，而向朗也因對馬謖的過失知情不報而被免官。

## 影響
- 街亭之戰失敗令第一次北伐功敗垂成，日後蜀漢數次北伐都未能獲得比本次北伐一度令三郡投降還要更大的戰果。
- 本來自劉備征孫權失敗而病逝後，蜀漢都沒有太大規模侵擾魏蜀邊界的行動，曹魏亦沒有作出什麼準備，以為蜀漢已無力侵邊；故此當諸葛亮北伐的消息傳來時，令朝野震動，更加令三郡叛離。戰後曹魏亦加強了對蜀漢的防衛，包括曹真預計諸葛亮會攻陳倉，於是命將軍郝昭守治陳倉城，以致年底（即229年年初）諸葛亮進圍陳倉時無功而還。及後亦因曹魏多作防備而令北伐難有斬獲。
- 高剛因有投降之念而被曹魏问责，虽然最终被赦免，但仍遭人非议。
- 王平被升職，後來成為一代名將。
- 諸葛亮上疏自貶三等為右將軍。

## 參戰人物
- 蜀軍 
  - 諸葛亮
    - 馬謖，战后被诸葛亮处决
    - 王平，因有做進諫而受到提拔
    - 李盛，战后被诸葛亮处决
    - 張休，战后被诸葛亮处决
    - 黃襲，战后被诸葛亮夺兵權
    - 魏延
    - 高翔
- 魏軍  
  - 曹真
    - 張郃
    - 郭淮

## 真实街亭之地
。那么，街亭最可能的真实之地如下：
- 恭门镇，中华人民共和国甘肃省天水市张家川回族自治县下辖的镇，今有甘肃省道S221经过，离陝西省陇县最近。
- 韩店镇 (庄浪县)，中华人民共和国甘肃省平凉市庄浪县下辖的镇，今有甘肃省道S304经过，“街泉废城在（陇城）东北六十里”。
- 龙山镇 (张家川县)，中华人民共和国甘肃省天水市张家川回族自治县下辖的镇

除了前述列出可能是傳說中街亭之戰三個候選地點之外，也有意見觀點認為魏將張郃是率兵走陳倉渭水道，但這樣街亭發生地會變成臨近臨渭縣一帶，難以解釋普遍觀點認為街亭發生地在臨近隴山方向路道。
而《三國演義》第九十五回內文中，司馬懿將街亭之地描述成位在秦嶺之西臨近漢中咽喉之地，離陽平關不遠，依演義版本描述這樣街亭戰役發生地變成在漢中郡西側道路的陳倉故道。
然而演義本就是為戲劇創作的虛構小說，是編作者為失街亭有個合理性緣由的戲劇安排，既不足採信，且隴右內尚在堅守城池的魏屬守軍已處於需要急迫救援、遲早為蜀軍圍攻潰敗危勢，魏軍不走陳倉渭水道或隴山道入隴右馳援，反而繞路走秦嶺西側的陳倉故道入漢中意圖攔截蜀軍補給路線，就軍事方面而言根本徒耗馳援時間，另外諸葛亮首次北伐時間點，司馬懿正擔任荊豫都督，除非有皇帝詔命，司馬懿是不能擅自離開負責駐守的都督軍區，而史實擔任馳援隴右主將是張郃並非是演義版所述的司馬懿。
在公元228年，諸葛亮在漢中籌備北伐時，魏國朝堂就討論過可否主動攻打漢中時，魏臣孫資就攻打漢中一事就做了戰情分析，魏蜀國境之間橫亙秦嶺山勢道路險阻，東南又有吳國襲擾，孫資主張派重兵大將扼守各路險要道路守備馳援方案，否決主動出擊漢中的方案。
從安定郡亦有出現叛軍響應蜀漢，馬謖所部蜀漢行軍方向是聯通安定郡與扶風郡之間的關隴大道（或謂隴山道，位在隴山之東沿北西南東斜縱向道路，期間有數個支道聯貫隴山西面諸縣），頗有進取隴山道對魏屬陳倉北面有軍事威脅之虞，魏國才派張郃率領當下僅有可機動調度軍隊前往隴山道，以防為蜀軍偏師東出隴山，其後魏軍轉守為攻穿行隴山，試圖擊潰據守街亭的蜀軍，以利後續援軍能持續馳援。|time=2023-12-16T01:14:36+00:00}}